# Xmgrace
Xmgrace – oft auch nur Grace – ist ein freies Programm zur Verarbeitung und Darstellung von Messwerten. Seine Stärken liegen in seiner grafischen Benutzeroberfläche, seiner WYSIWYG-Funktionalität und der bequemen Handhabung der eingelesenen Messwerte im ASCII-Format. Weiterhin können mit den mitgelieferten Zeichenwerkzeugen problemlos Kommentare, Legenden und ganze Zeichnungen eingefügt werden.
Das Programm ermöglicht die Darstellung einer Vielzahl von zweidimensionalen Diagrammen und ist auch in der Lage, die Rohdaten mathematisch in Echtzeit aufzubereiten. Für die gewonnenen Werte stehen Funktionen für den Datenexport zur Verfügung. Das Programm eignet sich als Funktionenplotter für mathematische Ausdrücke, für die Ausgabe auf einem Drucker ist eine Vielzahl von Dateiformaten verfügbar.
Xmgrace wird in Israel beim Weizmann-Institut unter Linux entwickelt und ist Bestandteil von vielen Linux-Distributionen. Mit etwas Aufwand lässt es sich aber auch auf andere Plattformen wie Windows übertragen. Das Programm ist freie Software und steht unter der GNU General Public License.